# Agnese di Cagliari
Agnese di Cagliari, o di Lacon-Massa o, ancora, di Massa (Santa Igia, 1195 circa – Santa Igia, 1257 circa), è stata una giudicessa di Torres, come consorte di Mariano II, e reggente del regno di Cagliari (1232/33-1238).

## Biografia
Secondogenita di Guglielmo I di Massa, degli Obertenghi di Massa e Corsica, e di Adelaide Malaspina venne data in sposa poco più che adolescente al suddetto sovrano del Logudoro, dal quale ebbe la futura regina Adelasia, Benedetta e Barisone III.

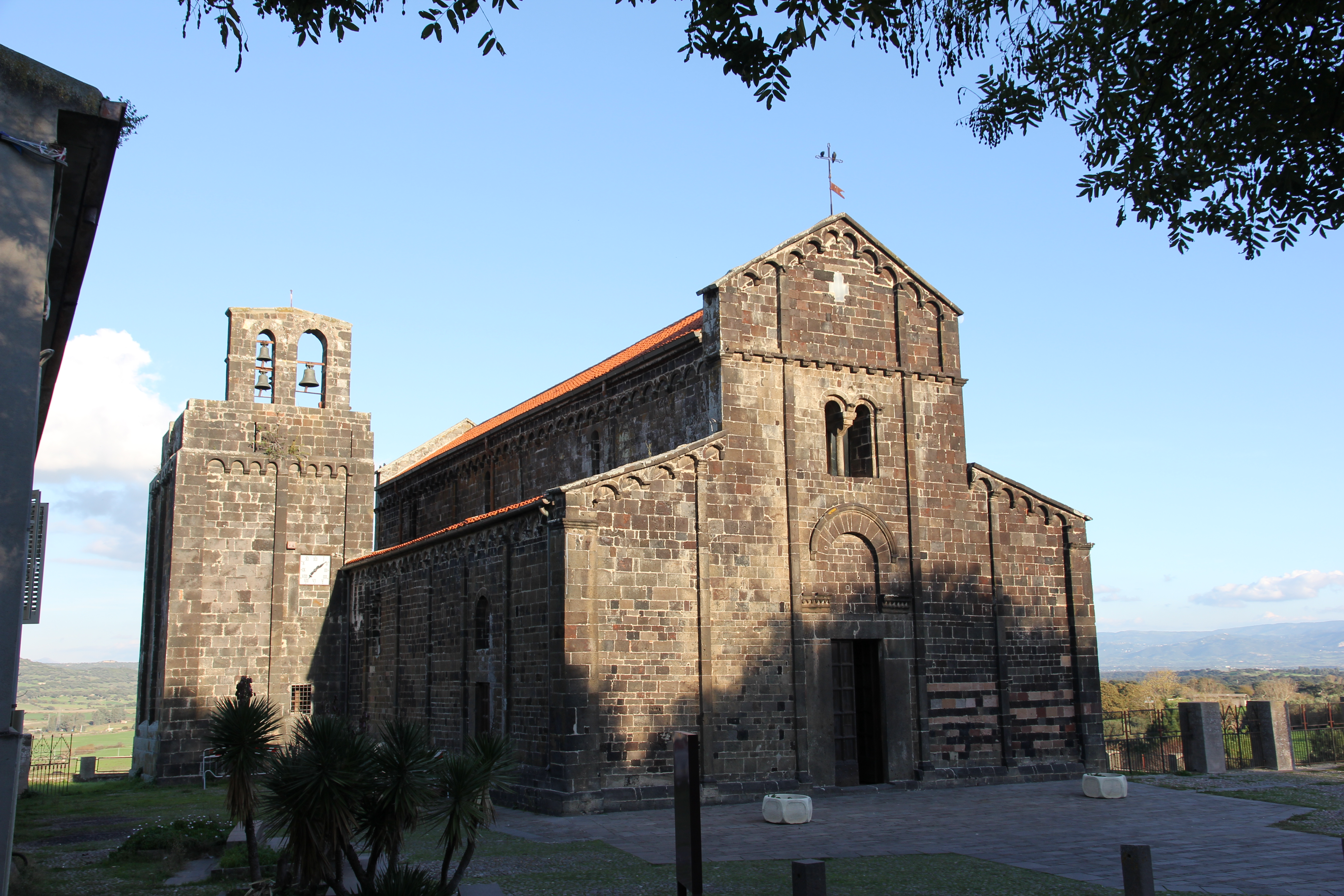
Chiesa di Santa Maria del Regno

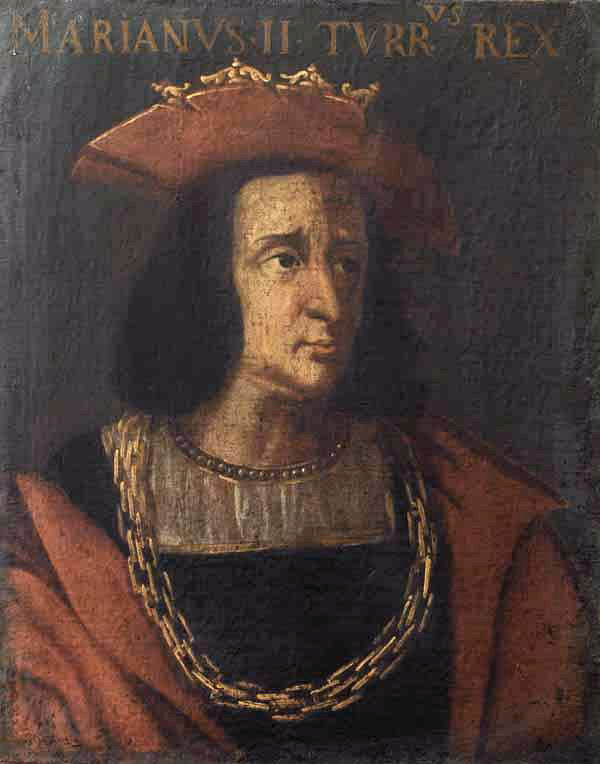
Il giudice Mariano II di Torres, primo marito di Agnese

Adelasia regnerà dopo il fratello insieme al primo coniuge Ubaldo Visconti di Gallura, poi assumerà il titolo regio in virtù del matrimonio con Enzo di Svevia, figlio naturale dell'imperatore Federico II. Benedetta, invece, sposò il conte Bino di Ampurias.
Il matrimonio di Agnese con Mariano II convalidò la pace tra Cagliari e Torres e venne celebrato nella chiesa di Santa Maria del Regno in Ardara, residenza privilegiata dei giudici di Torres e sede del palazzo (di cui oggi rimangono pochi resti) e dimore nobiliari, di uffici governativi e della Corona de Logu.
La sorella maggiore Benedetta succedette al padre nel giudicato di Cagliari ed ebbe quattro mariti; il consorte della minore, Preziosa, sarà Ugone I di Arborea.
La giudicessa Agnese, dunque, sovrintese ai preparativi delle nozze di Adelasia con il futuro giudice di Gallura (lo diventerà nel 1225) officiate nella basilica della Santissima Trinità di Saccargia: i giovanissimi sposi, entrambi dodicenni, si trasferirono a Civita. Nel 1232 morì Mariano II e gli subentrò l'undicenne Barisone III assistito da un consiglio di reggenza presieduto dallo zio paterno Orzocco De Serra che escluse Agnese. Non si conoscono i motivi di questo atto dovuti forse a una decisione personale della giudicessa o ad attriti con la famiglia del defunto.
Agnese decise, pertanto, di ritornare a Santa Igia e non vide più i suoi figli. Barisone venne assassinato nel 1236, a Sorso, durante un tumulto popolare. Adelasia, salita al trono, condivise il potere, come detto, dal 1238 con il diciottenne nuovo coniuge Enzo di Hohenstaufen. Sciolto più tardi questo vincolo si ritirò volontariamente nel castello di Burgos dove morirà nel 1259.
Agnese resse il regno di Cagliari dopo la morte della giudicessa Benedetta in nome del nipote Guglielmo II Salusio V. Coniugatasi in seconde nozze con Ranieri di Bolgheri della Gherardesca, detto "il Piccolino", ricoprì un certo ruolo nel periodo conclusivo del giudicato la cui occupazione da parte della repubblica di Pisa culminò con la distruzione di Santa Igia e del suo palazzo.
La nobildonna era stata assai determinata nell'arginare le conseguenze dell'incerta politica della sorella e, in una donazione effettuata a un monastero, si definì "Signora del giudicato di Cagliari". Il conte Ranieri morì nel 1238 e la vedova, appoggiata dal papa Gregorio IX ostile ai Visconti, continuò a coordinare come poteva l'amministrazione del regno, ormai sotto il dominio dei pisani, quale supporto per i pronipoti Giovanni Torchitorio V e Guglielmo III Salusio VI, detto Cèpola, al quale, nel testamento del 28 ottobre 1256, lasciò i suoi diritti personali. Guglielmo III sarà l'ultimo giudice di Cagliari, ancora per due anni. Agnese decedette nel 1257 e venne sepolta nella cattedrale di Santa Cecilia (poi abbattuta), in Santa Igia, accanto alle tombe del padre e della madre Adelaide, figlia di una Frangipani e del marchese Moruello Malaspina.